# Rationierung

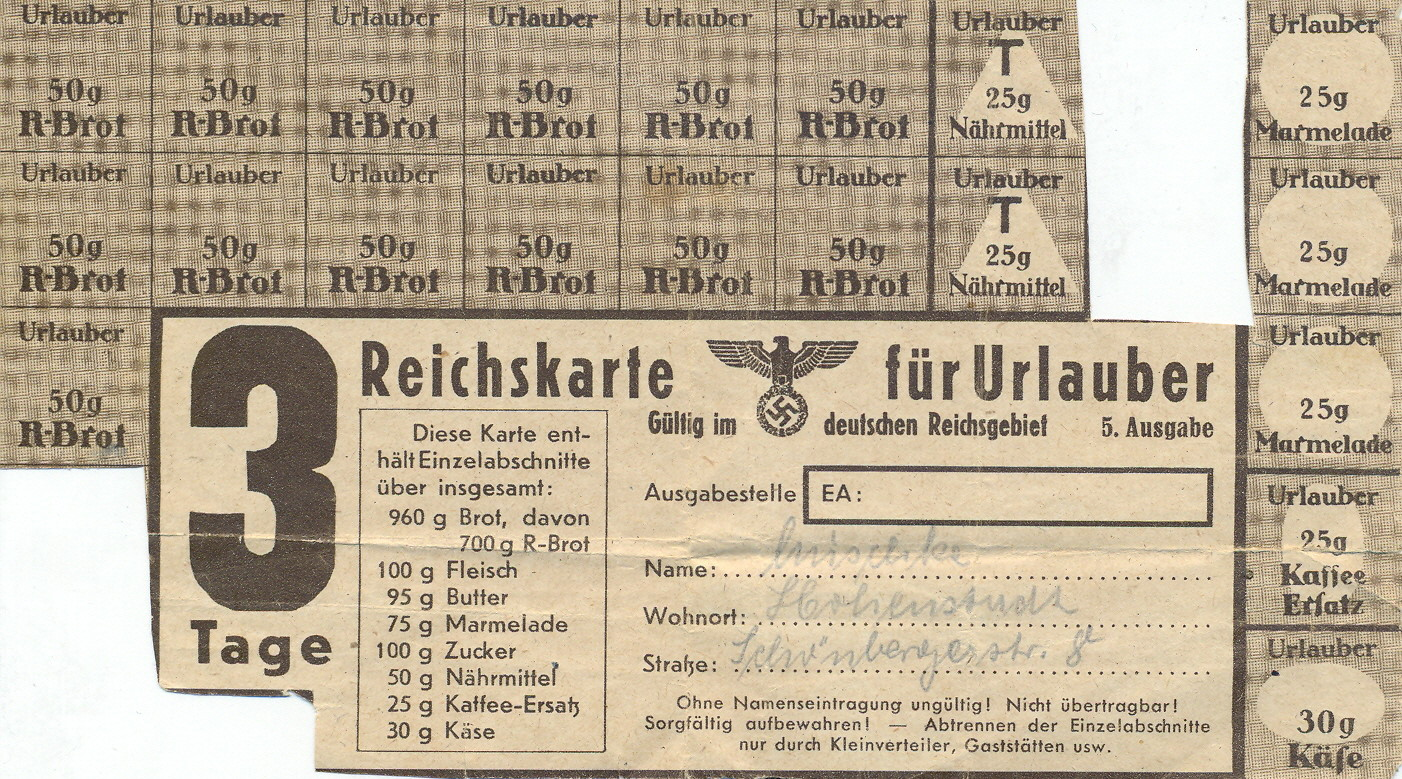
Deutsche Lebensmittelkarte für Urlauber, während des Zweiten Weltkrieges

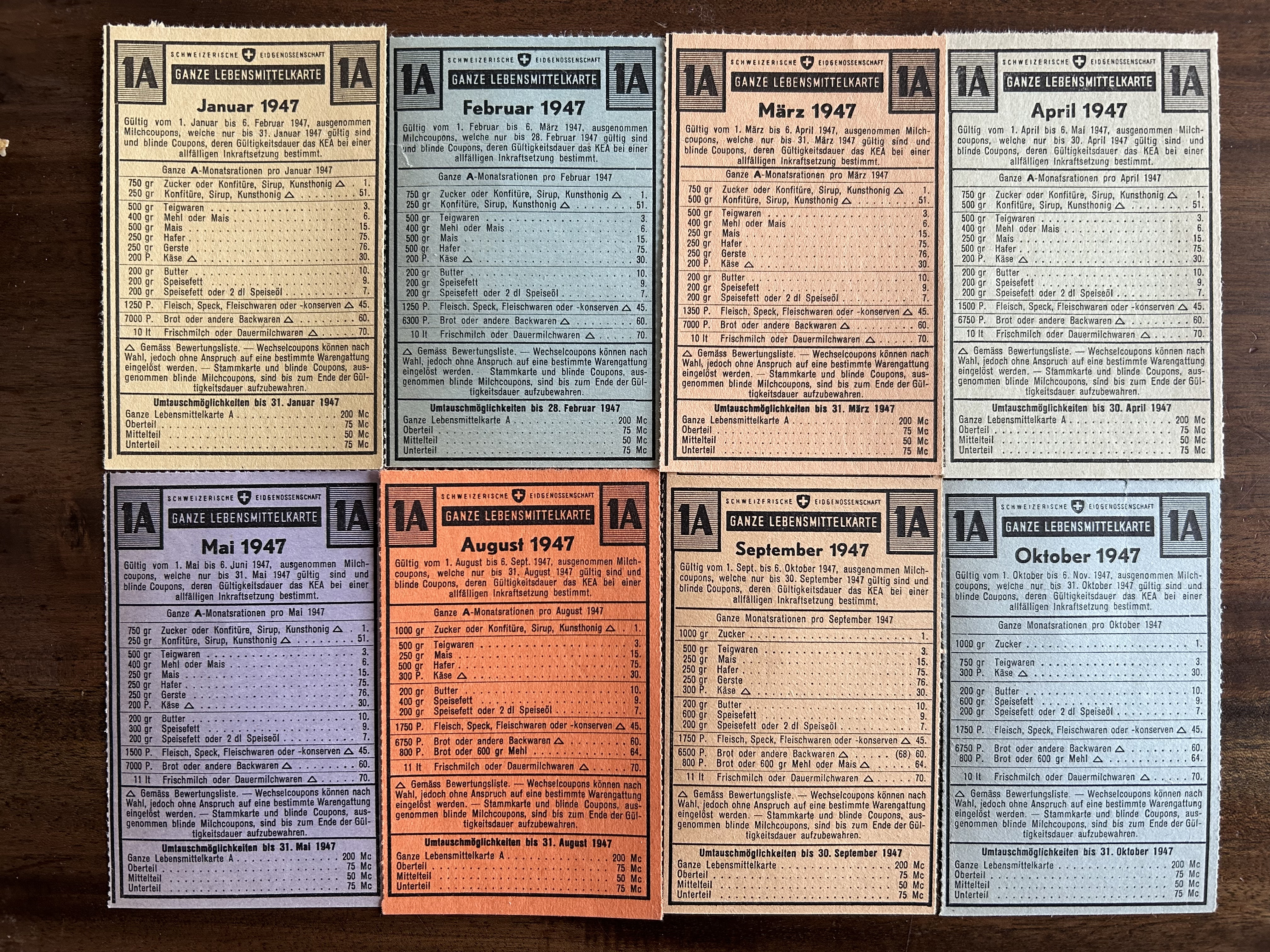
Schweizer Lebensmittelkarten zur Zeit der Rationierung vom 9. Oktober 1940 bis 24. Juni 1948

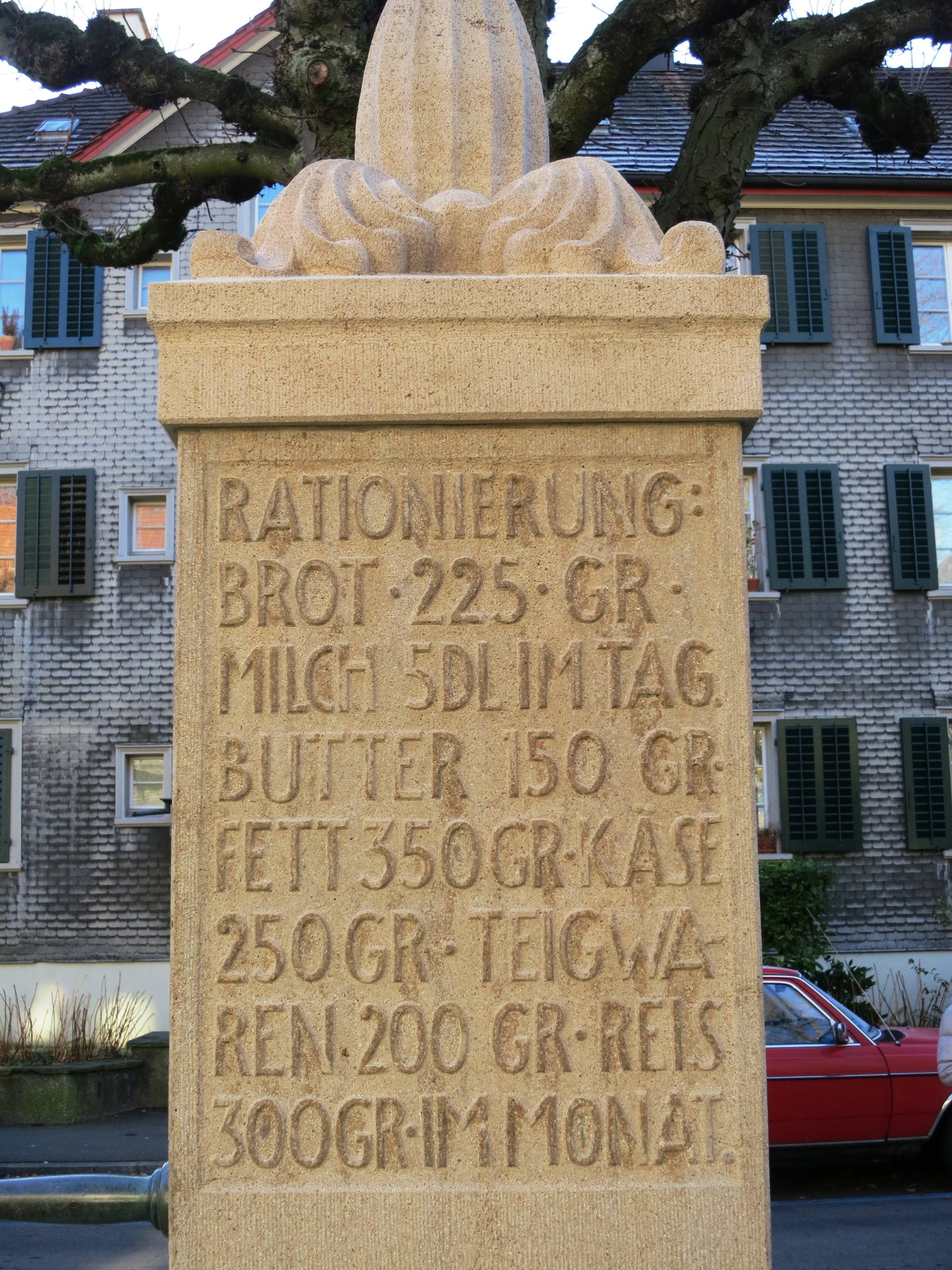
Rationierung in der Schweiz im Ersten Weltkrieg vom März 1917 bis April 1920
Denkmal in Wipkingen

Rationierung (oder Bewirtschaftung) ist in der Wirtschaft ein staatlicher Markteingriff, der bei einem knappen Güterangebot zur limitierten Zuteilung von Teilmengen der Güter an Güternachfrager führt.
Rationierung ist das Nomen Agentis von Ration (mit dem Syntagma „eiserne Ration“), letztere ist gleichbedeutend mit einer begrenzten Menge (lateinisch rationis, „Berechnung“). Das Wort kam nach 1870 auf unter dem Einfluss von „auf Rationen setzen“ (französisch rationner) und verbreitete sich als Kriegsausdruck auf alle in Notlagen knappe Lebensmittel, Rohstoffe und Verbrauchsgüter.
Es handelt sich um die Zuteilung den Verbrauch beschränkender Teilmengen bestimmter Güter, insbesondere während der Mangelwirtschaft in einer Krise (etwa in Kriegen die Kriegswirtschaft, Wirtschaftskrisen, Hungersnöten, Katastrophen, Epidemien usw.). Rationierung kann aufgrund eines tatsächlichen Mangels an bestimmten Produkten erfolgen oder aber präventiv, wenn etwa in Zeiten politischer Spannungen Hamsterkäufe durch eine beunruhigte Bevölkerung zu befürchten sind. Rationierungen gibt es auch im Zusammenhang mit staatlicher Preispolitik durch Kontingentierungen oder der Ausgabe von  Lebensmittelmarken. Bei dieser Marktstörung liegt entweder eine Angebotslücke oder ein Nachfrageüberhang vor. Beide Ausprägungen stellen ein Marktungleichgewicht dar. Rationierung wird meist von einer Autorität angeordnet: dies kann ein Staat, ein Stammeshäuptling oder auch ein Familienoberhaupt sein.

## Arten
Unterschieden wird allgemein zwischen Preis- und Mengenrationierung:
- Preisrationierung: Die knappen Güter werden mit einem Preis versehen, bei dem die Zahlungsbereitschaft oder Zahlungsfähigkeit nicht bei allen Güternachfragern vorhanden ist. Einige Nachfrager ziehen sich freiwillig vom Markt zurück, weil sie nicht mehr bereit oder in der Lage sind, den geforderten Preis zu bezahlen; ein Nachfrageüberhang ist dann nicht (mehr) vorhanden.[6] Die Güter werden wie bei der Auktion an die meistbietenden Nachfrager verteilt. Beispielsweise wirkt die Hochpreisstrategie bei Luxusgütern mit künstlicher Knappheit wie eine Preisrationierung.
- Mengenrationierung: Die Verteilung erfolgt anhand nicht-monetärer Kriterien wie insbesondere Alter, Bedürftigkeit, Recht des Stärkeren oder Zufall. Beim Alter beispielsweise werden im Rahmen der Mengenrationierung bestimmte Altersgruppen (etwa die über 60 Jahre alten Personen bei der Corona-Impfung) bevorzugt, andere werden nicht oder später berücksichtigt.

Unter dem Allgemeinbegriff Rationierung wird im Regelfall die Mengenrationierung verstanden. Während bei der Preisrationierung nur eines der beiden Kriterien gilt, kann eine Mengenrationierung auch aus einer Kombination mehrerer Kriterien bestehen. 

## Märkte

### Gütermarkt
Auf funktionierenden Gütermärkten kommt das Marktgleichgewicht beim Gleichgewichtspreis zustande, bei dem sich Güterangebot und Güternachfrage ausgleichen. Dieser Gleichgewichtspreis liegt grafisch im Marktdiagramm am Schnittpunkt der Angebots- und Nachfragekurve, wo sich eine Markträumung ergibt, weil angebotene und nachgefragte Mengen übereinstimmen; diese Menge ist die Gleichgewichtsmenge.
Finden auf einem Gütermarkt aber Transaktionen nicht zum Gleichgewichtspreis statt, so unterliegen die Marktteilnehmer sowohl einer Budgetrestriktion (Preisrationierung) als auch einer Mengenrestriktion (Mengenrationierung). Sie werden ihr Güterangebot und ihre Güternachfrage nicht nur an Preissignalen (englisch notional demand) ausrichten, sondern auch den weiteren Restriktionen Rechnung tragen (englisch effective demand).
Kommt es zur Angebotslücke (etwa wegen länger dauernden Engpässen im Produktionsprozess) oder Nachfrageüberhang (etwa wegen Hamsterkäufen) insbesondere bei Lebensmitteln und Getränken, bilden sich Warteschlangen oder es kommen nur noch die schnell handelnden Nachfrager zum Zuge (First In – First Out). Es kann auch nicht ausgeschlossen werden, dass die Nachfrager zum Zwecke der Hortung mehr kaufen als ihrem eigentlichen Bedarf entspricht. Dieses Herdenverhalten verhindert eine gleichmäßige und gerechte Verteilung der lebensnotwendigen Güter, es kommt zu Regallücken.  

### Arbeitsmarkt
Das Ungleichgewicht auf dem Gütermarkt überträgt sich als Spill-over-Effekt auch auf andere Märkte wie beispielsweise den Arbeitsmarkt. Die Privathaushalte sehen eine Rationierung als Beschränkung ihrer Güternachfrage an und bieten daher nur ein geringeres Arbeitsangebot an, was wiederum Unternehmen als Beschränkung ihrer Arbeitsnachfrage einstufen und ihr Güterangebot weiter drosseln. Umgekehrt gilt das Walras-Gesetz: Befindet sich ein Markt im Marktgleichgewicht (beispielsweise der Gütermarkt), muss dies auch für einen anderen Markt zutreffen (etwa den Arbeitsmarkt).

### Finanzmärkte
Devisenmarkt
Auf dem Devisenmarkt kann es zur Rationierung durch Einschränkung der Konvertibilität einer Währung oder zur Einführung von Devisenverkehrsbeschränkungen kommen. Entsprechend stellt die De-Rationierung den schrittweisen Aufbau der Konvertibilität und den Abbau von Devisenverkehrsbeschränkungen dar. Die Reichsbank schränkte im Februar 1934 mangels ausreichender Währungsreserven ihren Devisenverkauf im Rahmen einer „Devisen-Repartierung“ so ein, dass er nicht höher war als ihre Deviseneingänge desselben Tages.
Geldmarkt
Auf Geld- und Kapitalmärkten wird anstelle von Rationierung meist der Begriff Repartierung verwendet. Im Rahmen der Offenmarktpolitik kann es auf dem Geldmarkt beim Zinstender zu einer Repartierung kommen, wenn die Nachfragemenge zum unteren Grenzzinssatz die Angebotsmenge überschreitet. Beim Mengentender erfolgt eine Repartierung zum Einheitszinssatz, falls die Summe der Gebote die Angebotsmenge überschreitet.
Kapitalmarkt
Auf dem Kapitalmarkt kann es im Wertpapierhandel über Wertpapierbörsen im Parketthandel zur Repartierung von Aktien oder (seltener) Anleihen kommen. Es handelt sich um die nur teilweise Ausführung von Aufträgen zum Kauf oder Verkauf von Effekten nach einem bestimmten Verteilungsschlüssel aufgrund eines bestehenden Nachfrage- bzw. Angebotsüberhangs. Im Börsenjargon ist dies eine „beschränkte Abnahme“, bei der die zum Börsenkurs und niedriger limitierten sowie unlimitierten Verkaufsaufträge nur beschränkt ausgeführt werden können (Kurszusatz: ratB) oder umgekehrt bei Kaufaufträgen als „beschränkte Zuteilung“ (ratG). Die Rationierung ist auch bei Wertpapieremissionen erforderlich, wenn aufgrund einer Überzeichnung nicht alle Aufträge der Anleger in vollem Umfang berücksichtigt werden können.
Kreditmarkt
Die Mengenrationierung stellt ein spezifisches Merkmal des Kreditmarktes dar. Sie wird erforderlich, weil ein Nachfrageüberhang der Kreditnachfrage nicht mit einer Erhöhung des Kreditzinses beantwortet werden kann. Dieser Marktmechanismus würde jene Kreditnachfrager aus dem Markt treiben, bei denen ein niedriges Ausfallrisiko oder Insolvenzrisiko vorhanden ist, während diejenigen Kreditnachfrager mit schwacher Bonität und hohem Insolvenzrisiko auch hohe Kreditzinsen zu zahlen bereit sind. Deshalb reagieren Kreditinstitute auf einen Nachfrageüberhang nicht mit höheren Kreditzinsen. Aus diesem Grund ist auf dem Kreditmarkt die Mengenrationierung (Kreditrationierung) der Preisrationierung überlegen.

## Gesundheitswesen
Rationierung im Gesundheitswesen ist eine nachgelagerte Entscheidung der Priorisierung medizinischer Leistungen. Durch das Priorisieren entsteht eine Rangfolge, anhand derer nützliche medizinische Leistungen erkannt und weniger sinnvolle Leistungen rationiert werden können. Als Gründe für Rationierung im Gesundheitswesen werden häufig finanzielle Restriktionen, oder auch beschränkte Ressourcen genannt.
Im Rahmen der Diskussion um die Rationierung von medizinischen Leistungen werden verschiedene Arten der Rationierung dargestellt:
- Primär/Sekundär: Aufgrund finanzieller Knappheit ist der Staat gezwungen, einen angemessenen Anteil an den Gesamtausgaben für das Gesundheitswesen festzulegen. Somit entsteht eine beabsichtigt akzeptierte Knappheit an medizinischen Leistungen, da das zur Verfügung stehende Budget begrenzt ist. Diese Entscheidung – getroffen von Staat und Gesundheitswesen – wird als primäre Rationierung bezeichnet[22] und beinhaltet die Festlegung der zur Verfügung stehenden Menge. Teilweise wird hierbei auch von indirekter Rationierung gesprochen, da keine personen-, sondern eine ressourcenbezogene Rationierung gemeint ist. Die sekundäre Rationierung erfolgt dann innerhalb des Gesundheitssystems. Hierbei geht es um die Finanzzuteilung auf bestimmte medizinische Bereiche sowie auf die Mittelzuteilung an die Patienten selbst. In diesem Kontext wird auch häufig von der direkten Form der Rationierung gesprochen; der Arzt entscheidet im Einzelfall vor Ort, ob der jeweilige Patient eine bestimmte Leistung erhält.
- Stark/Schwach:[23] Eine weitere Differenzierung bildet das Wortpaar stark und schwach. Bei der starken Rationierung ist ein Zukauf von medizinischen Leistungen nicht möglich. Es wird gesetzlich verboten, zusätzliche Leistungen in Eigenverantwortung und mit eigenen finanziellen Mitteln erwerben. Im Gegensatz dazu gibt es bei der schwachen Rationierung einen legalen Markt zur Beschaffung von medizinischen Gütern, die nicht von staatlicher Seite finanziert werden. In Deutschland ermöglicht dies die private Zusatzversicherung, bzw. die Eigenfinanzierung von medizinischen Leistungen. Kritiker bemängeln bei der schwachen Rationierung, dass nicht vermögende Gesellschaftsmitglieder benachteiligt werden.
- Hart/Weich:[24] Bei harter Rationierung ist eine Vergrößerung der rationierten Menge nicht möglich. Bei weicher Rationierung findet eine Rationierung statt, weil die Entscheidung getroffen wurde, nicht mehr von diesem Gut anzubieten. Ein Fall harter Rationierung sind Spenderorgane, ein Fall weicher Rationierung die Anzahl von Rettungswagen.
- Explizit/Implizit (offen/verdeckt):[25] Aus der expliziten Rationierung resultiert die Festlegung von Richtlinien, anhand derer veröffentlicht wird, welche Leistungen Ärzte anbieten dürfen und welche nicht. Die Patienten erhalten konkrete Informationen über die Kriterien bzw. Regeln, die zu der Entscheidung der Rationalisierungsfrage beitragen. Daher wird diese Form der Rationierung auch als offen bezeichnet. Im Gegensatz dazu erfährt der Patient bei der impliziten, oder auch versteckten, Rationierung nicht, ob ihm Ressourcen aufgrund von Rationierung vorenthalten werden. Die Entscheidung darüber wird ohne vorherige öffentliche Debatte an die Ärzte delegiert, die verpflichtet sind, diese Entscheidung umzusetzen.

Eine weitere, zeitliche Form der Rationierung sind Warteschlangen. Bei dieser Form von Rationierung können Kosten eingespart werden, indem eine zeitlich schwankende Nachfrage mit weniger Kapazitäten befriedigt werden kann, da man einen Teil der Nachfrage in „Stoßzeiten“ auf Zeiten geringer Nachfrage verschiebt.
Angesichts des größer werdenden Widerspruchs zwischen dem medizinischen Fortschritt einerseits und begrenzter finanzieller Mittel andererseits ist Rationierung zunehmend ein Thema der wissenschaftlichen und öffentlichen Diskussion geworden. Zum Beispiel sagte im Mai 2011 der scheidende Präsident der Bundesärztekammer, Jörg-Dietrich Hoppe: „Wir werden in der Bundesärztekammer eine Arbeitsgruppe einsetzen, die das Thema Priorisierung in der Medizin vorantreiben soll. Die Arbeitsgruppe wird Vorschläge ausarbeiten, wie eine Priorisierung umgesetzt werden kann. Wir Ärzte werden das Thema Priorisierung in die Hand nehmen, weil die Politik sich bisher geweigert hat, dieses Thema anzupacken.“
Hierbei wird insbesondere diskutiert über
- ethische und rechtliche Aspekte von Rationierung,
- gesellschaftlich akzeptable Zuteilungskriterien sowie
- Verfahren zur Priorisierung von Indikationen, Verfahren oder Patientengruppen.

Die Rationierungsdiskussion ist in anderen Ländern – insbesondere in Großbritannien, den Niederlanden, Schweden und Dänemark – weiter fortgeschritten. Dort wird die Rationierung bzw. Priorisierung einiger medizinischer Leistungen praktiziert.
Im Gemeinsamen Bundesausschuss G-BA diskutiert man darüber, Leistungen nicht mehr anzubieten, deren Kosten-Nutzen-Verhältnis (KNV) zu schlecht ist. Die Ermittlung des KNV einer medizinischen Leistung für einzelne Patienten, für Fallgruppen und/oder für die Gesellschaft (volkswirtschaftlicher Nutzen) ist schwierig und oft strittig.
Ein berühmtes Beispiel für Rationierungs-Politik im Gesundheitswesen bot sich 1987 im US-Bundesstaat Oregon. Es sollte dort eine die gesamte Bevölkerung abdeckende Krankenversicherung eingeführt werden, ohne die Gesamtkosten für Medicaid zu erhöhen. Dies war nur möglich mit einer Reduzierung des Leistungs-Umfangs. Statt z. B. Organtransplantationen bei Kindern wurden deshalb künftighin Vorsorge-Untersuchungen bei sozial schwachen Schwangeren und Kindern finanziert – mit dem Risiko, dass einige Kinder wegen nicht durchgeführter Transplantationen schwer beeinträchtigt waren. Das gesamtheitliche Vorgehen wurde in einer Prioritätenliste für alle medizinischen Maßnahmen festgeschrieben.
Für die Versorgung einer alternden Bevölkerung mit steigender Krankheitslast stehen nur begrenzte finanzielle und personelle Ressourcen zur Verfügung. In Deutschland finanziert die gesetzliche Krankenversicherung mit sechs Prozent des Bruttoinlandprodukts (Stand 2010) die Versorgung von rund 70 Millionen Menschen. Die niedergelassenen Ärzte haben gedeckelte Budgets; wenn viele Praxen gegen Quartalsende schließen („Urlaub“), ist dies ebenfalls eine Form der Rationierung. Dazu bemerkte Hoppe: „Das System ist unterfinanziert und die finanziellen Engpässe müssen irgendwie im Arzt-Patienten-Verhältnis aufgefangen werden. Aber Ärzte sind nicht legitimiert zu rationieren. Das ist auch ethisch nicht vertretbar. Diese Entscheidungen müssen auf höherer Ebene getroffen werden.“

## Rationierungsgleichgewicht
Das Rationierungsgleichgewicht ist ein Zustand auf einem oder mehreren Märkten, bei dem Güterangebot und Güternachfrage und Arbeitsangebot und Arbeitsnachfrage übereinstimmen, obwohl keine Gleichgewichtspreise nach dem Walras-Gesetz bestehen. Bei zu hohem Reallohn und/oder zu niedrigem absoluten Preisniveau werden die Privathaushalte rationiert und entfalten Nachfrageüberhänge, welche von der Produktionswirtschaft nicht akzeptiert werden. Da die Produktionswirtschaft nicht gezwungen werden kann, ein höheres Güterangebot oder höhere Arbeitsnachfrage zu tätigen, können Privathaushalte ihren englisch notional demand nicht erfüllen.

## Wirtschaftliche Aspekte
Eine Rationierung führt auf dem Gütermarkt bei konstant bleibendem Arbeitseinkommen zum Zwangssparen. Dies hat zur Folge, dass die Privathaushalte das Marktpotenzial ihres künftigen Konsums erhöhen. Ein Rückgang der Arbeitsnachfrage hat bei gegebenen Preisen einen Rückgang der Güternachfrage zur Folge. Dies hängt mit der Interdependenz der Märkte nach dem Walras-Gesetz zusammen.
Bei einer Mengenrationierung ist staatliche Koordinierung erforderlich, die zusätzliche, nicht allein in „falschen“ Preisen begründet liegende Ineffizienzen bewirkt.
Nach John Maynard Keynes kann die Rationierung auf dem Gütermarkt nur überwunden werden, indem die Staatsausgaben durch Deficit spending erhöht werden. Dies führt zu einer Senkung des Reallohns durch Inflation bei konstantem Nominallohn.

## Abgrenzung
Rationierung und Bewirtschaftung werden als Synonyme verwendet, doch besitzt letztere einen wesentlich weiteren, über die Rationierung hinausgehenden Begriffsumfang wie es bei der Immobilienbewirtschaftung zum Ausdruck kommt.